# General Stratocuster and the Marshals
I General Stratocuster and the Marshals sono un gruppo musicale rock italiano fondato nel 2010.

## Storia del gruppo

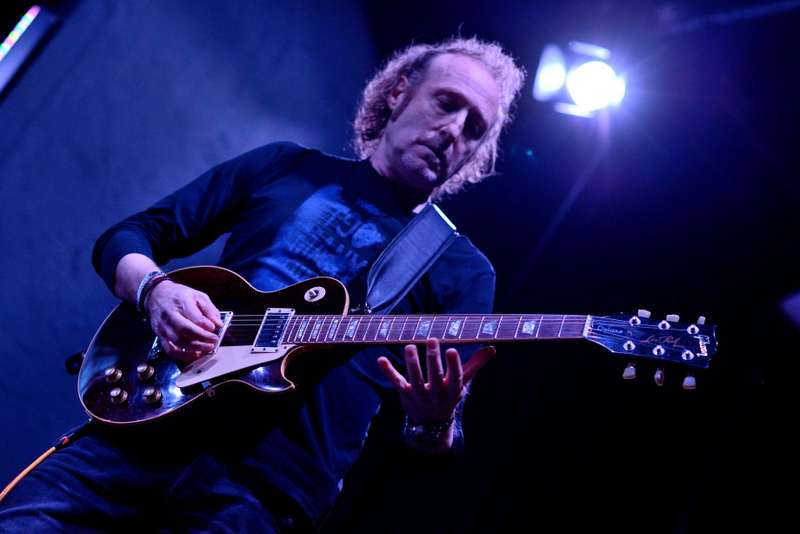
Fabio Fabbri, chitarrista del gruppo dal vivo nel 2017

La band nasce dall'incontro tra Fabio Fabbri (chitarrista, cantante, compositore e membro degli Slinky Vagabond) ed Alessandro Nutini (batterista della Bandabardò) nella metà degli anni '90. Dopo diversi cambi di formazione la line-up si stabilizza grazie all'incontro con Jacopo "Jack" Meille (voce storica del panorama fiorentino e cantante degli inglesi Tygers of Pan Tang, esponenti della NWOBHM) ed il bassista italo-americano Paul Richard Ursillo (volto noto del prog-rock '70's nostrano, avendo militato in band come Sensation's Fix, Sheriff e Campo di Marte). Si esibiscono al Pistoia Blues Festival in tre edizioni (2010, 2011 e 2014), e nel 2011 firmano il proprio esordio discografico con il primo CD autografo contenente 10 composizioni originali ed una cover di "Fortunate Son" dei Creedence Clearwater Revival. Dal cd è tratto il videoclip "Today and Tomorrow".
L'esordio è seguito nel 2013 dal secondo lavoro, intitolato "Double trouble" e contenente 9 composizioni originali. La band fa seguire all'uscita una serie di concerti e la ristampa in vinile dell'esordio, sempre su etichetta Red Cat. Il vinile contiene come bonus-track il classico di Rufus Thomas "Walking the Dog", una outtake del secondo lavoro. Da "Double trouble", inoltre, sono tratti i videoclip dei brani "Alone" e "What are you looking for".
Nel novembre-dicembre del 2015 il gruppo è in tour per promuovere l'uscita del nuovo singolo "Built To Last", primo estratto dal nuovo lavoro "Dirty Boulevard" che vede la luce nel febbraio del 2016 per Black Candy/Audioglobe. L'uscita dell'album è accompagnata da un nuovo videoclip, sempre tratto dal nuovo lavoro ed intitolato "Thank You Bob", un omaggio dei General alla figura e all'arte di Bob Dylan. "Dirty Boulevard" viene classificato dalla rivista Classic Rock tra i 10 migliori dischi rock italiani usciti nel 2016, piazzandolo all'ottavo posto. Nel gennaio 2020, sempre per Black Candy, esce il quarto lavoro intitolato “Get A Lawyer” dal quale vengono estratti i singoli “Body & Soul” e “That Kind Of Woman”, e contemporaneamente la band torna ad esibirsi dal vivo. Il titolo dell’album é una ironica citazione raccolta dal cantante dei General, Jack Meille, durante una conversazione con Leslie West dei Mountain riguardante la necessità di procurarsi un buon avvocato nel caso si decida di intraprendere la carriera di musicista .
Definiti dal magazine Buscadero come "la migliore roots rock band in circolazione", propongono una miscela di classic-rock per la quale "General Stratocuster And The Marshals sono in grado di competere sullo scenario internazionale", ispirati dal sound dei grandi maestri degli anni '60 e '70. Secondo la rivista musicale "Il Mucchio Selvaggio", la band guarda alle radici del rock inglese anni Settanta e lo tratta "con maestria, gusto e autenticità invidiabili, miscelandolo con successo alle fascinazioni polverose del roots rock americano. Un viaggio indietro nel tempo con una qualità e una musicalità comuni a pochi".

## Formazione
- General Stratocuster (Fabio Fabbri) - chitarra
- Jack Marshal (Jack Meille) - voce
- Lefty Marshal (Richard Ursillo) - basso
- Fred Marshal (Federico Pacini) - piano, organo
- Alex Marshal (Alessandro Nutini) - batteria

## Discografia
- 2011 - General Stratocuster and the Marshals
- 2013 - Double trouble
- 2016 - Dirty Boulevard
- 2020 - Get a Lawyer

## Rassegna Stampa
- Jacopo Cosi, Rock, l'esordio dei fiorentini General Stratocuster, unita.it, 15 giugno 2011
- Fulvio Paloscia, Un supergruppo che ti sa raccontare gli anni settanta, repubblica.it, 27 novembre 2013
- Steven Reid, General Stratocuster And The Marshals, Archiviato il 24 settembre 2015 in Internet Archive., 19 aprile 2014
- Yngve, General Stratocuster, trouble ahead!, Heavy Metal, 13 aprile 2014
- Alicja Sułkowska, GENERAL STRATOCUSTER AND THE MARSHALS, Metal Centre
- Max Sannella, Rock Shock, , 16 febbraio 2016
- Enzo Curelli, It’s Still R’n’R To Me, , 27 gennaio 2020